# Dürnkruti csata
A  dürnkruti csata vagy  második morvamezei csata, a Habsburg Rudolf és II. Ottokár cseh király közötti háború döntő csatája volt. 1278. augusztus 26-án a morvamezei Dürnkrut és Jedenspeigen között I. Rudolf és IV. László magyar király csapatai döntő vereséget mértek Ottokár hadaira.

## Előzményei
Az első morvamezei csatában (1260. július 12.) győztes cseh király, II. Ottokár megszerezte az Osztrák Hercegséghez tartozó területeket (Ausztria, Stájerország, Karintia és Krajna). Ezzel a Német-római Birodalom legnagyobb területi befolyással rendelkező uralkodójává vált, és esélyes lett a német királyi, illetve a német-római császári cím megszerzésére is. A választófejedelmek azonban 1273. október 1-jén Frankfurtban nem őt, hanem egy jelentéktelen grófot, Habsburg Rudolfot választották királlyá. Mivel a cseh király nem fogadta el a választást, az 1274. november 19-én tartott nürnbergi birodalmi gyűlés felhatalmazta Rudolfot, hogy Ottokárt megfossza Bohémián és Morvaországon kívüli tartományaitól.
Az erőviszonyok kezdetben Ottokárnak kedveztek, de a német királynak sikerült megszerezni IV. László magyar király szövetségét, így az ígért magyar támogatással már a siker reményében szállhatott szembe Ottokárral. 1276. november 21-én a feleknek még sikerült békét kötniük, de 1278 nyarára az ellentétek ismét kiéleződtek.

## A csata lefolyása
IV. László nem fogadta el Ottokár békeajánlatát, és a magyar haderő élén elindult szövetségese felé, augusztus 6-án Pozsony közelében kelt át a Dunán, és augusztus 23-án találkozott Rudolffal. Eközben a portyázó magyar–kun és osztrák felderítősereg Baksa György és Berthold von Emersberg vezetésével érzékeny veszteséget okozott az ekkor Laa várát ostromló Ottokárnak. A cseh király amint értesült ellenfelei közeledéséről, abbahagyta Laa ostromát, és augusztus 20-án Jedenspeigentől keletre tábort verve készült a csatára. A hadseregek létszáma bizonytalan, Ottokár és Rudolf seregében túlsúlyban volt a nehézlovasság, a magyar seregben jelentős számú kun lovasíjász volt. A magyar és osztrák–német csapatok szövetségesek voltak, de nem álltak közös parancsnokság alatt. IV. László a magyar csapatok mögül egy dombról követte a csatát, seregének tényleges vezetői: Csák Máté (a későbbi kiskirály nagybátyja) és idősebb Gutkeled István egykori szlavón bán és stájer helytartó fia voltak. Ottokár a cseh sereg bal szárnyán tartózkodott, hogy összecsaphasson a szintén saját csapataival harcoló Rudolffal. A későbbiekben lényeges mozzanatnak bizonyult, hogy Rudolf Kapell Ulrik lovag vezetésével mintegy ötven–hatvan nehézlovast helyezett tartalékba.

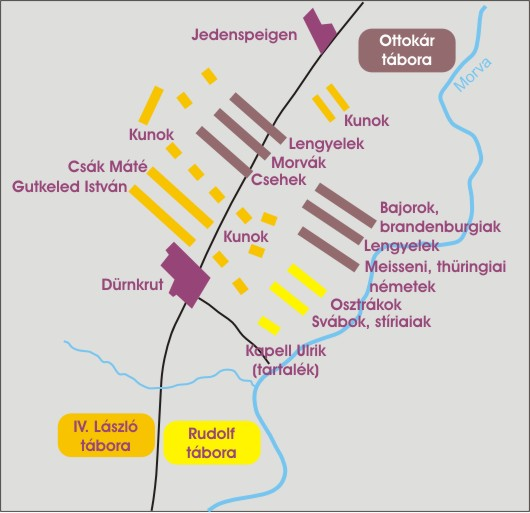
A dürnkruti csata vázlata

A csatát a magyar csapatok kezdték, kiválóan alkalmazva a könnyű- és nehézlovasság kombinációját. A gyors mozgású kunok szabadon mozogtak a mintegy tíz négyzetkilométeres területen. Először hosszas nyilazással pusztították az ellenfelet, majd a nehézlovasság akkor támadott, amikor az ellenség sorai eléggé meggyengültek. A magyar nehézlovasság is optimális teljesítményt nyújtott, a cseh sereg jobb szárnyát szétverve több kilométert nyomult előre, és elérte az ellenség táborát, megfutamította  Ottokár lengyel tartalékát.
Eközben Ottokár serege  mélyen dél felé szorította Rudolf arcvonalának jobb szárnyát. Maga a király is leesett lováról, és pajzsát maga fölé tartva élte túl az ellenséges lovasság rohamát. Rudolf azonban újra lóra ülve megállította a támadást, és tartalékával oldalba támadta a cseh haderőt. A források nem számolnak be róla, de a csata további lefolyásából arra lehet következtetni, hogy az Ottokár táborából visszaforduló magyarok hátba támadhatták a cseh sereg bal szárnyát. Ottokár a veszni látszó ütközetet személyes példamutatásával akarta megfordítani, s a cseh király az osztrák seregnek rontott, de lebuktatták lováról és – bár megadta magát – lemészárolták. A csatában Ottokár seregének nagy része megsemmisült.

## Következmények

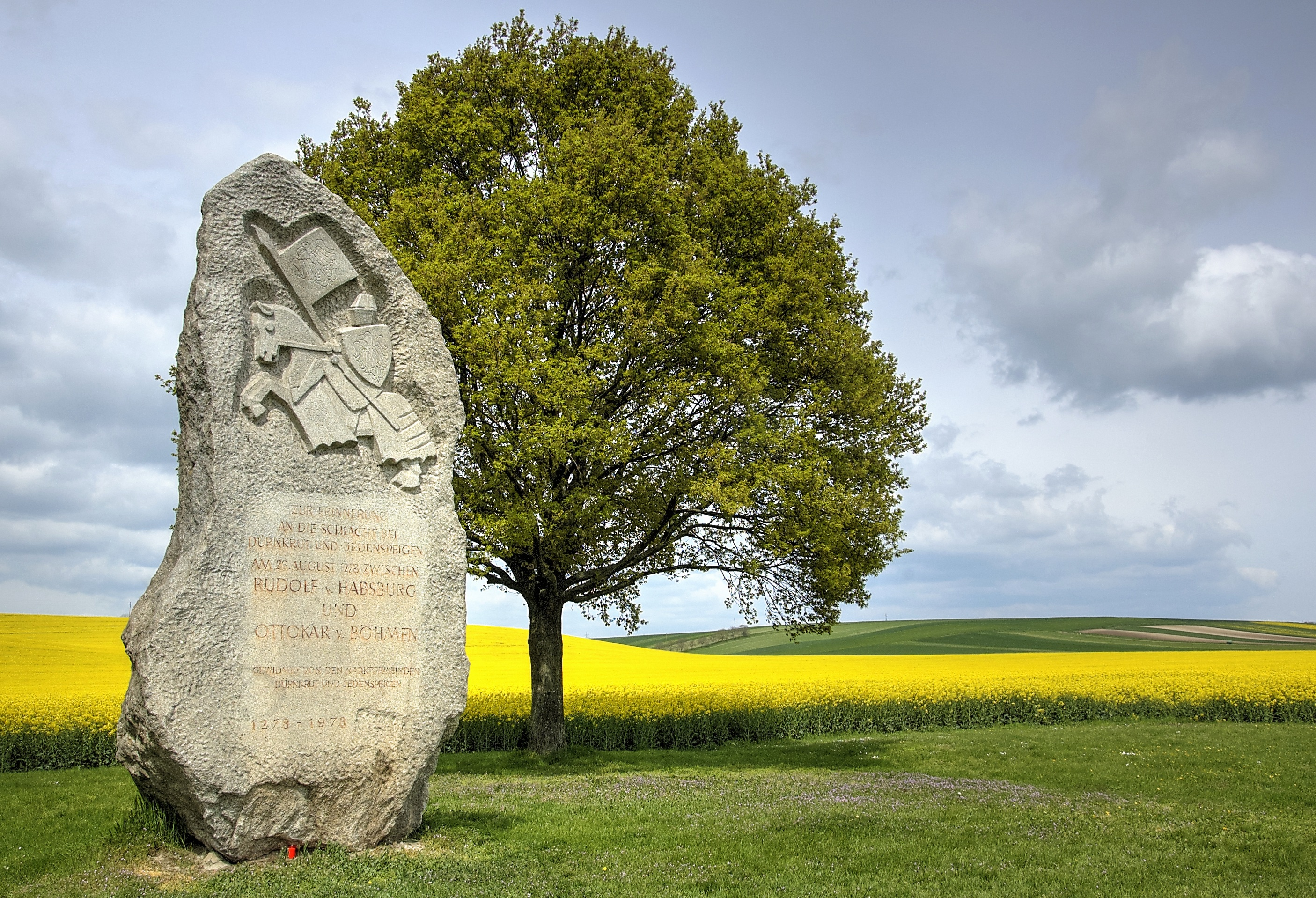
A csata emlékműve

Győzelmével Rudolf megerősítette német királyságát, megszerezte az Osztrák Hercegség feletti uralmat, és ezek birtokában megalapozta – magyar fegyverek segítségével – a Habsburg-dinasztia későbbi hatalmát.
IV. László nem lehetett tudatában a csata hosszú távú történelmi következményeinek. A belviszályokkal terhelt Magyar Királyságnak annyi előnye származott a győzelemből, hogy megszűntek a cseh–magyar ellenségeskedések. A győzelem emellett hozzájárult IV. László konszolidációs kísérletének átmeneti sikeréhez.